# Mount Jarvis
Der Mount Jarvis ist ein 4091 m hoher Schichtvulkan in den Wrangell Mountains in Alaska, etwa 90 km von der Grenze zum kanadischen Territorium Yukon entfernt.
Der Berg liegt 21 km östlich des Mount Wrangell und 72 km nordwestlich von McCarthy im Wrangell-St.-Elias-Nationalpark. Seine Form ähnelt von oben gesehen einer Hantel. Der Hauptgipfel und der rund 5 km entfernte 3970 m hohe Nordgipfel (⊙) sind über einen 3749 m hohen Sattel miteinander verbunden. Beide Gipfelregionen sind vergletschert. Im Süden erstreckt sich der Nabesna-Gletscher, im Nordwesten der Copper-Gletscher. Die Ostflanke des Mount Jarvis wird über den Jacksina-Gletscher und Jacksina Creek zum Nabesna River entwässert.
Benannt wurde der Berg 1903 von F. C. Schrader vom United States Geological Survey nach D. M. Jarvis vom United States Revenue Cutter Service, der einige Jahre in Alaska verbrachte.